# アズリブ
株式会社AZLIVは、日本の静岡県浜松市に本社を置くトレーニングベルトやスポーツバッグなどスポーツ用品を取り扱う企業。設立は2021年。社名の由来は、すべてを人生に統合するという意味を持つ「as life」から。

## 歴史
2021年7月15日、法人化され株式会社AZLIVとなった。